# Bitis albanica
Espèce
Synonymes
- Bitis cornuta albanica Hewitt, 1937

Bitis albanica est une espèce de serpents de la famille des Viperidae. 

## Répartition
Cette espèce est endémique de la province du Cap-Oriental en Afrique du Sud.

## Description
Bitis albanica est un serpent venimeux.

## Publication originale
- Hewitt, 1937 : A guide to the vertebrate fauna of the Eastern Cape Province, South Africa, Part II: reptile, amphibians, and freshwater fishes. Grahamstown, p. 1-141.